# Raugraaf
Raugraaf is een niet meer in gebruik zijnde Duitse adellijke titel.
Oorspronkelijk de Comes Hirsutus aan het Frankische hof. Letterlijk betekent het volgens sommige bronnen Heer van het onbebouwde land. Anderen noemen het een 'Graaf zonder versierselen'. Het was de titel van diverse takken van het feodale huis der Emichonen (Graven in de Nahegau aan de Rijn). Na het uitsterven van dit huis in 1667 was het de titel van de kinderen van graaf Karel I Lodewijk van de Palts en zijn morganatische echtgenote Luise von Degenfeld.